# 箭叶大油芒
箭叶大油芒（学名：Spodiopogon sagittifolius），为禾本科大油芒属下的一个植物种。